# Mont Quincy Adams
El Mont Quincy Adams, també conegut com a Boundary Peak 163, és una muntanya que s'eleva fins als 4.150 msnm i forma part de la serralada Fairweather, una serralada secundària de les muntanyes Saint Elias, a la frontera entre l'estat d'Alaska, als Estats Units, i la província de la Colúmbia Britànica, al Canadà. El seu nom és en honor de John Quincy Adams (1767–1848), el sisè president dels Estats Units.
Els vessants sud i est de la muntanya formen part del Parc i Reserva Nacionals de la Badia de les Glaceres, a l'àrea censal de Hoonah–Angoon, Alaska. Els vessants nord i oest formen part del Parc Provincial de Tatshenshini-Alsek, a la regió Stikine, Colúmbia Britànica. És el segon cim més alt de la Colúmbia Britànica, rere el mont Fairweather.
La primera ascensió va tenir lloc el 1934 a càrrec de Bradford Washburn i H. Adams Carter.